# Седлецкий, Иван Дмитриевич
Иван Дмитриевич Седлецкий (13 [26] июня 1907, Чернятин, Подольская губерния, Российская империя — 24 ноября 1974, Керчь, Крымская область) — советский минералог, доктор геолого-минералогических наук, профессор. Ректор Уральского государственного университета (1944—1946).

## Биография
Родился 13 (26) июня 1907 года в селе Чернятин, Каменец-Подольская губерния, в семье рабочего.
Высшее образование получил в Каменец-Подольский сельскохозяйственном институте, который закончил в 1931 году.
Начал работать в Почвенном институте АН СССР, где вместе со своим наставником Иваном Николаевичем Антиповым-Каратаевым организовывал рентгенографическую лабораторию по изучению тонкодисперсных минералов почв и глин. Занимается исследовательской работой в АН СССР до 1944 года.
В 1942 году защитил докторскую диссертацию.
В 1943 году после получения профессорского звания, работал на кафедре почвоведения Московского гидромелиоративного института.
С 1944 по 1946 год работал ректором, заведующим кафедрой минералогии и кристаллографии Уральского государственного университета, внес значительный вклад в послевоенное становление вуза. Под го руководство было открыто два новых факультета, также библиотека университета пополнилась 30 000 книг (30 тысяч томов) переданных вузу из библиотеки бывшего Царскосельского лицея.
В 1946 году переехал в Ростов-на-Дону, где возглавил кафедру минералогии и петрографии Ростовского университета, проработав там до 1953 года.
В 1953—1960 годах — профессор в Киевском Университете.
В 1961—1962 годах преподавал в Воронежском университете.
Научный интерес ученого был сосредоточен вокруг изучения геохимии и состава коллоидно-дисперсных минералов глин и лёссовидных суглинков. Сидлецкий является создателем нового направления в минералогических исследованиях — коллоидно-дисперсной минералогии.
Путем исследований доказал, что каждый вид[уточнить] почв состоит из особых, присущих исключительно ему одному, сочетаний микроминералов[уточнить], мельчайших бактериовидных[уточнить] коллоидов.
Указал на возможность проведения стратиграфии и корреляции осадочных геологических образований по составу коллоидно-дисперсных минералов, на применение коллоидно-дисперсных минералов в качестве геологических термометров.
Исследования И. Д. Седлецкого позволили выявлять площади просадочных пород и принимать заранее как предохранительные меры, так и меры борьбы с просадочностью.
Автор более 145 научных работ.
Он исследовал состав почв Северного Кавказа, Донбасса, Украины, северо-западного Китая и Венгрии.
Скончался 24 ноября 1974 года в городе Керчь.

## Награды и премии
- Орден «Знак Почёта».

## Научные труды
Монографии:
- Строение и свойства гуминовой кислоты. 1937.
- Почвенная рентгенография. 1939.
- Рентгенографические таблицы для определения коллоидных минералов почв. 1941.
- Коллоидно-дисперсная минералогия. 1945